# Maxillaria virguncula
Maxillaria virguncula är en orkidéart som beskrevs av Heinrich Gustav Reichenbach. Maxillaria virguncula ingår i släktet Maxillaria och familjen orkidéer. Inga underarter finns listade i Catalogue of Life.